# Liste des princes de Vladimir-Volynsk
 (février 2025).
Si vous disposez d'ouvrages ou d'articles de référence ou si vous connaissez des sites web de qualité traitant du thème abordé ici, merci de compléter l'article en donnant les références utiles à sa vérifiabilité et en les liant à la section « Notes et références ».
La principauté russe de Vladimir-Volynsk constituante du Rus' de Halych-Volodymyr a été annexée par la Pologne en 1340.

## Liste des princes de Vladimir-Volynsk
- 1170-1205 : Roman Ier de Galicie
- 1205-1206 : Daniel de Galicie
- 1205-1206 : Vassylko de Galicie
- 1206-1209 : Sviatoslav
- 1214-1228 : Daniel de Galicie (deuxième fois)
- 1214-1271 : Vassylko de Galicie
- 1271-1299 : Ivan Vassili de Galicie
- 1289-1301 : Mstislav de Galicie
- 1301-1316 : Iouri Ier de Galicie
- 1316-1320 : Lev II de Galicie
- 1320-1324 : André de Galicie
- 1324-1337 : Iouri II de Galicie
- 1337-1340 : Georges Boleslas de Mazovie